# Sede Cewi
Sede Cewi (hebr. שדה צבי; oficjalna pisownia w ang. Sde Tzvi) – moszaw położony w Samorządzie Regionu Merchawim, w Dystrykcie Południowym, w Izraelu.

## Położenie
Leży na pograniczu północno-zachodniej części pustyni Negew, w pobliżu miasta Rahat.

## Historia
Podczas I wojny izraelsko-arabskiej w dniu 19 sierpnia 1948 na północ od obecnej lokalizacji moszawu wytyczono miejsce na tymczasowy pas startowy dla samolotów. Został on nazwany Avak 1. W ciągu następnych trzech dni wyrównano teren i przygotowano pas startowy o długości 1 122 metrów i szerokości 35 metrów. W dniach od 23 sierpnia do 21 października lądowały tutaj samoloty transportowe, przewożąc w ramach operacji Awak żywność, paliwo, zaopatrzenie, żołnierzy, uzbrojenie i amunicję dla żydowskiej enklawy na pustyni Negew. Operacja Awak była prowadzona do 21 października, kiedy to podczas operacji Jo’aw (15-22 października) zniesiono blokadę żydowskich osiedli na pustyni Negew i przywrócono komunikację lądową.
Moszaw został założony w 1953 przez imigrantów z Afryki Północnej.

## Gospodarka
Gospodarka moszawu opiera się na intensywnym rolnictwie i uprawach w szklarniach.